# Musée des bateaux antiques de Pise

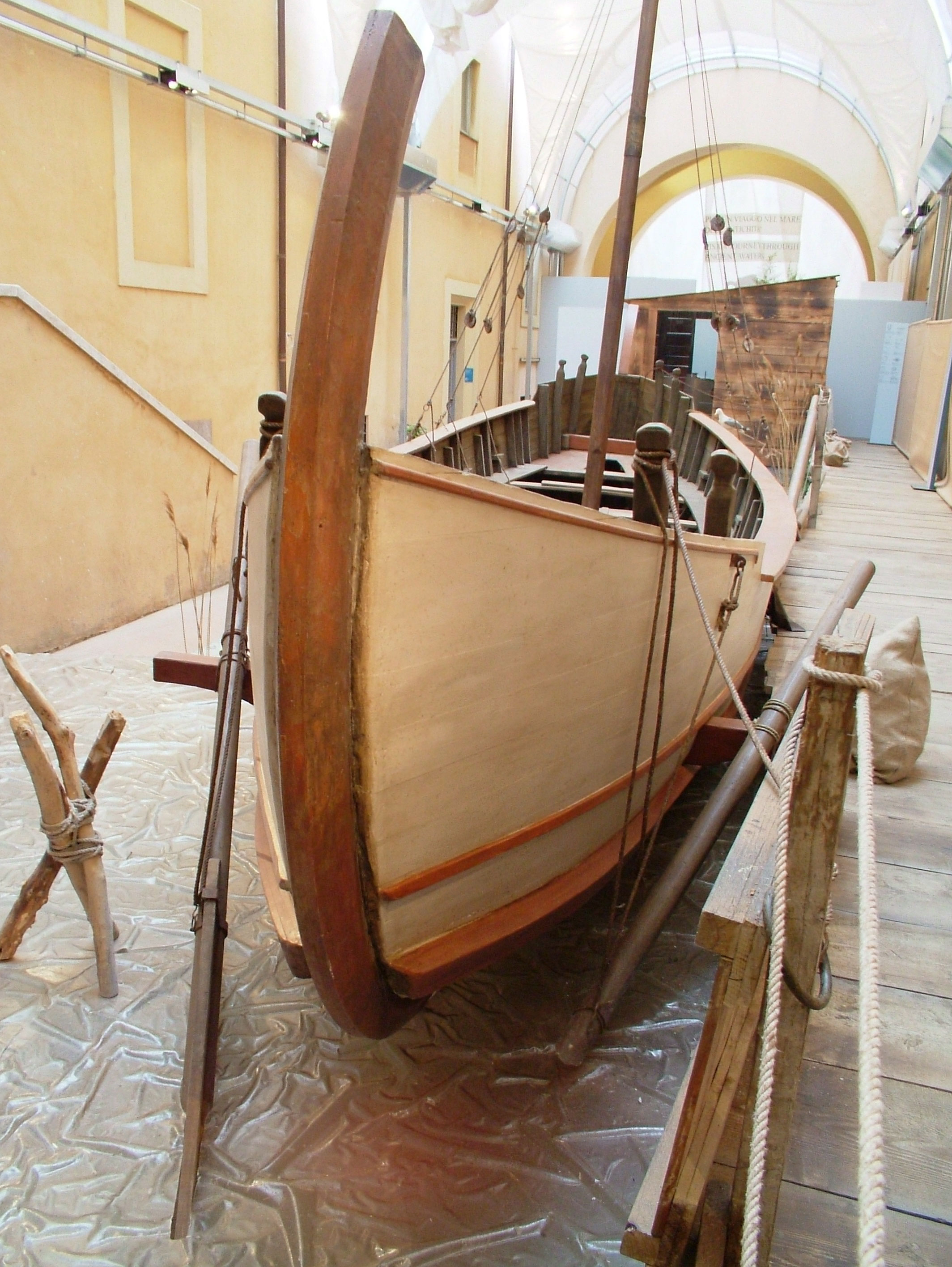
La poupe de l'Alkedo (reconstruction).

Le museo delle navi antiche de Pise (en français : musée des bateaux antiques) est un projet de musée archéologique qui se situerait dans les anciens Arsenali Medicei pisans, situé sur le Lungarno de Pise, en Toscane.
Le projet muséographique retenu est le fruit d’un concours entre cinq groupes de jeunes étudiants de la Faculté d’Architecture de Florence.
En octobre 2010, la commune de Pise achète l'aire de la citadelle médicéenne (1,7 million d'euros) - pour une grande requalification urbaine de la zone - où devrait naître un pôle touristique  au service du musée. L’ouverture du musée - avec une superficie couverte de  5 000 m2 sur les 14 000 m2 du complexe - était prévue initialement pour 2014.

## La découverte
En décembre 1998, durant les travaux pour la construction d’un Centre informatique de gestion de la ligne tyrrhénienne  des Ferrovie dello Stato, proche de la gare de Pise San Rossore, des sondages préventifs révèlent des vestiges d’un port urbain  et des traces d'embarcations antiques en parfait état de conservation. La découverte des bateaux retrouvés dans cet antique bassin lagunaire dit Porto delle Conche, s’annonce rapidement bien plus importante que prévu, et en peu de temps, seize épaves - entières ou partiellement conservées - sont mises au jour. Après études de la stratigraphie alluvionnaire, la presque totalité des vestiges de leur cargaison peut être localisée entre l’époque préaugustéenne et la fin du Ve siècle, même si le maximum d’entre eux - principalement des fragments de céramique - se concentre dans la moitié du Ier siècle.

## Le musée
Le 16 décembre 1999, le caractère exceptionnel de la situation conduit la  Soprintendenza archeologico della Toscana à poursuivre ses recherches tout en décidant de créer un chantier-musée dans les  Arsenaux médicéens et un Centre de restauration du Legno Bagnato, ouverts au public ainsi qu’à de jeunes chercheurs en archéologie navale, issus de nombreux pays de l'Union européenne. Son parcours devra mener les visiteurs dans les ateliers dans lesquels de grands bateaux seront restaurés - ou reconstruit comme l’Alkedo - et préparés pour la future exposition, pendant que  les vitrines exhiberont des vestiges récemment inventoriés.
L’objectif était de doter prochainement la ville de son musée, premier noyau d’un très attendu musée d’archéologie navale, en synergie avec les musées de Comacchio et de Fiumicino, également réalisés avec des vestiges de bateaux retrouvés sur leur littoral. Le musée qui n'est toujours pas ouvert en décembre 2016 fait l'objet d'une présentation privée des travaux en cours.